# Ilex celebesiaca
Ilex celebesiaca är en järneksväxtart som beskrevs av Ludwig Eduard Loesener. Ilex celebesiaca ingår i släktet järnekar, och familjen järneksväxter. Inga underarter finns listade i Catalogue of Life.